# Acomys wilsoni
Il topo spinoso di Wilson (Acomys wilsoni  Thomas, 1892) è un roditore della famiglia dei Muridi diffuso nell'Africa orientale.

## Descrizione

### Dimensioni
Roditore di piccole dimensioni, con la lunghezza della testa e del corpo tra 89 e 114 mm, la lunghezza della coda tra 65 e 100 mm, la lunghezza del piede tra 15 e 16 mm, la lunghezza delle orecchie tra 14 e 16 mm e un peso fino a 47 g.

### Aspetto
Le parti superiori sono arancio-rossastre, cosparse di peli nerastri, particolarmente sul capo e sulla nuca, mentre le parti inferiori sono bianche. Una piccola macchia bianca è presente sotto ogni occhio. Le orecchie sono relativamente piccole e arrotondate. I piedi sono corti e larghi. La coda è circa lunga quanto la testa ed il corpo, ricoperta finemente di piccoli peli, scura sopra, bianca sotto e con circa 17 anelli di scaglie per centimetro. Il numero cromosomico è 2n=50.

## Biologia

### Comportamento
È una specie terricola, notturna ed eccellente arrampicatrice. Si rifugia nei termitai.

### Alimentazione
Si nutre di insetti, foglie e semi.

### Riproduzione
Si riproduce durante tutto l'anno. Le femmine danno alla luce 2 piccoli alla volta dopo una gestazione di 4-6 settimane. Alla nascita i pesano fino a 5 g.

## Distribuzione e habitat
Questa specie è diffusa nel Sudan del Sud, Uganda settentrionale, Etiopia e Somalia meridionali, Kenya e Tanzania settentrionale e centrale.
Vive in terreni rocciosi su terreni con vegetazione sparsa fino a 1.000 metri di altitudine. Frequenta le macchie di Sanseviera.

## Conservazione
La IUCN Red List, considerato il vasto areale, la popolazione numerosa e la presenza in diverse aree protette, classifica A.wilsoni come specie a rischio minimo (Least Concern).